# 長篠之戰
长篠之战（又稱為長篠之合戰或長篠合戰）是日本战国时期的一场战役。对战双方为織田信長德川家康聯軍與武田勝賴軍，时间为天正3年5月21日（1575年6月28日）。主要戰事地點在三河國長篠城（現在的愛知縣新城市長篠），決戰地點在設樂原。

## 參战武將

### 織田・德川联軍
設乐原决战本隊
織田軍
織田信長、織田信忠、柴田勝家、丹羽長秀、瀧川一益、佐久間信盛、羽柴秀吉、佐佐成政、前田利家、水野信元、野野村正成、安藤守就（有指明智光秀亦有參戰）
德川軍
德川家康、松平信康、石川數正、本多忠勝、榊原康政、鳥居元忠、大久保忠世、大久保忠佐、大久保忠教、高木清秀、成瀨正一、日下部定好
鳶巢山攻撃隊
織田軍
金森長近
德川軍
酒井忠次、松平康忠、松平伊忠、松平家忠、松平清宗、本多廣孝、奧平貞能、菅沼定盈、西鄉家員、近藤秀用、設樂貞通（在樋田待命）
長篠城圍城軍
奥平信昌、松平景忠
其他
塙直政、佐藤秀方、福富秀勝、賀藤市左衛門

### 武田軍
設樂原决戰本隊
武田勝賴、武田信廉、武田信豐、馬場信春、內藤昌豐、山縣昌景、原昌胤、真田信綱、真田昌輝、横田康景、小幡信貞、甘利信康、土屋昌次、土屋直規、跡部勝資、望月信永、小山田信茂、穴山信君
長篠城監視部隊
鳶巢山和其他砦的守備隊（長篠城南方的對岸）
三枝守友、河窪信實、名和宗安、飯尾助人、五味高重
有海村駐留部隊（長篠城西方的對岸）
高坂昌澄、山本勘藏、小山田昌成
岩村城籠城隊
秋山信友、大島某、座光寺為清

## 戰爭經過

### 開始
1573年8月，長篠城主奧平貞昌（後稱奧平信昌）趁武田信玄死後再次向德川家康投誠，德川把位於前線的長篠城交給奧平。1575年4月武田胜赖率領15,000人以上的大军包围長篠城。

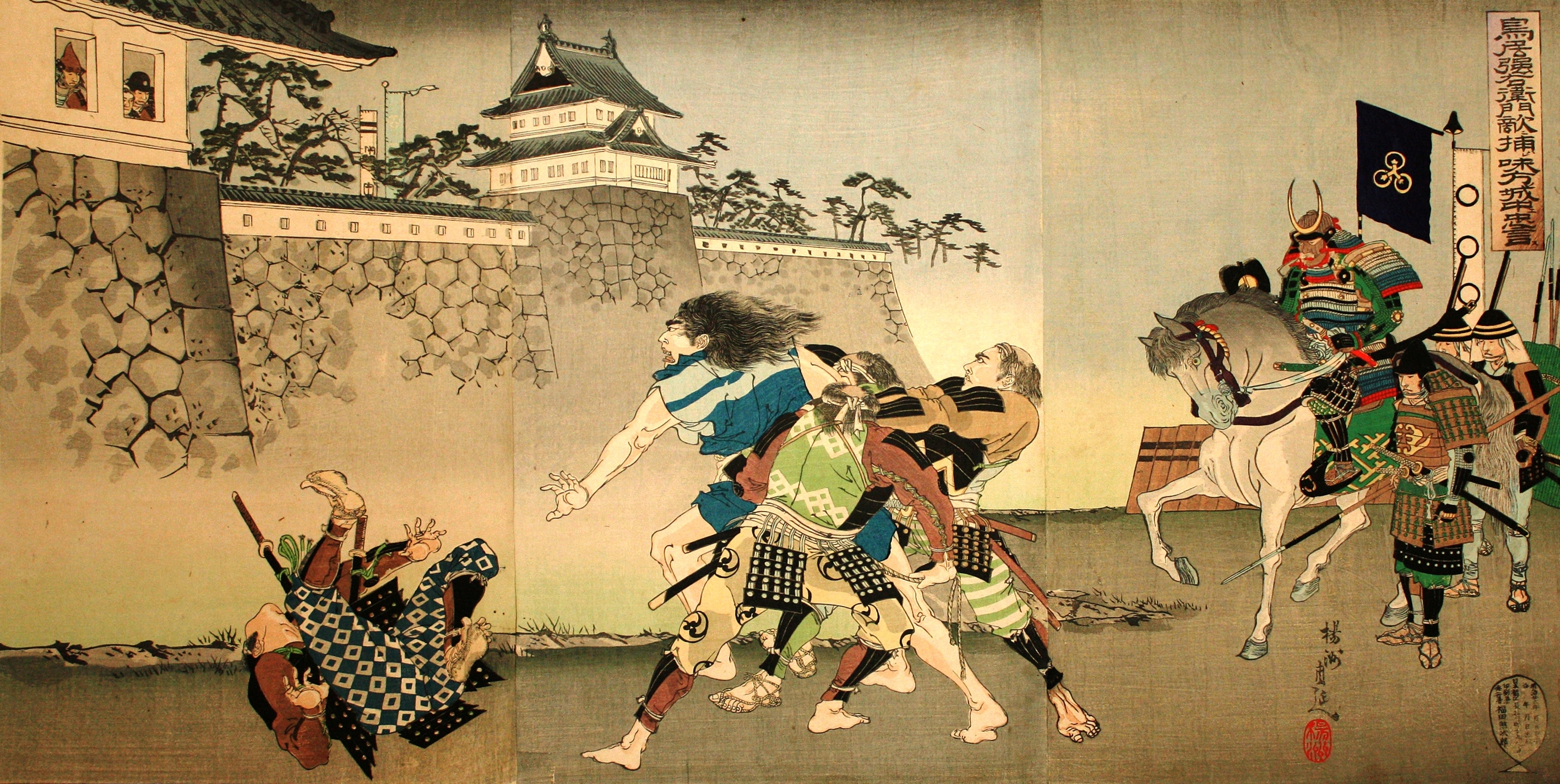
鳥居強右衛門告訴盟友援軍即將趕來（楊洲周延作）

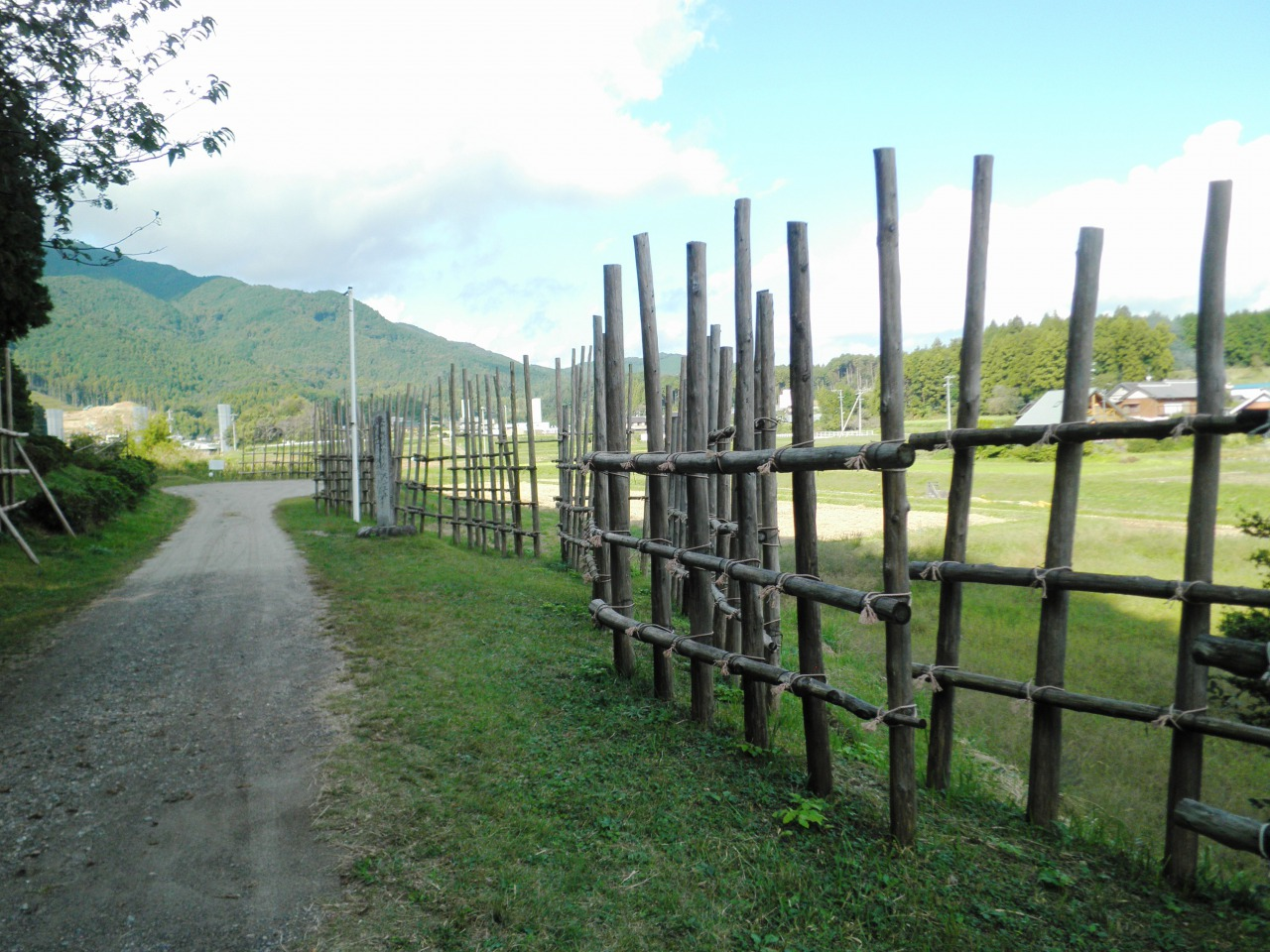
當地復原的防馬柵

### 長篠城攻城戰
長篠城当时只有守兵500人，但有200挺火绳枪和大筒（轻型火炮），以及周圍有谷川河流圍繞，可以暫時抵抗強大的武田軍。但如果在兵糧庫用光前援軍未能及時趕到，長篠城可能會被攻陷，奧平的家臣鳥居強右衛門便於5月14日趁夜秘密離開長篠城，隻身到德川家康身處的岡崎城請求援軍。德川事先向盟友織田信長請求授軍，織田信長在5月17日率領大军與德川家康會合，双方汇合后，联军总人数为30,000人。

### 織田軍到達
織田德川联军共30,000人在長篠城前的設樂原設陣。設樂原是丘陵，與敵軍之間有一條河流，因地形對防禦有優勢，信長選了設樂原為陣地。信長隨即命人在河流兩岸建起人工斜面，並築起三重土壘放置防馬柵，是當時日本少見的野外戰爭築城策略。換句話說，信長沒有在陣地旁邊設軍，只靠以火绳枪遠距離作戰的鐵炮隊作為主力防守，迎擊武田軍的骑兵。
但根據《長篠日記》瀧川一益等人與德川軍的大久保氏眾將，還是依然有在防馬柵前面機動部屬作為護衛鐵炮隊的前鋒。信長並在設樂原北方的高地設立丸山砦，防禦武田軍利用高地威脅迂迴聯軍的左翼。由擅長機動靈活調動部隊防禦的佐久間信盛，帶六千人負責駐守警戒。
以《信長公記》與《長篠日記》的記載，鐵炮隊主力是以織田中央軍的明智光秀為首的佐佐成政、前田利家、塙直政、野野村正成、福富秀勝等人，另外其餘丹羽長秀與羽柴秀吉等織田軍亦配備相當数量的火绳枪；德川軍的酒井忠次、石川數正、本多忠勝、榊原康政與大久保氏眾將等隊亦有自行攜帶配屬的鐵炮弓矢隊。
另一方面，武田軍得知織田信長援軍便立即召開軍事會議。武田信玄時代的重臣，包括有武田四天王之稱的山縣昌景、馬場信春及內藤昌豐，因織田信長親自上陣而提出撤軍，但武田勝賴卻決定出戰。因此武田胜赖在长篠城附近的鸢巢山留下七支部队，牵制守军，本人则率领15,000人前往设乐园迎战（一说，武田勝賴在長篠城設軍3,000以牽制戰事，剩餘的12,000人便前往設樂原迎戰）。自信玄時代的重臣有感此戰是背城一戰，他們都在出戰前聚集痛飲一番和作好戰死的覺悟。
武田勝賴向清井田原前進，意圖是讓敵人跟着他移動，這樣他才可以發揮出他騎兵的長處。

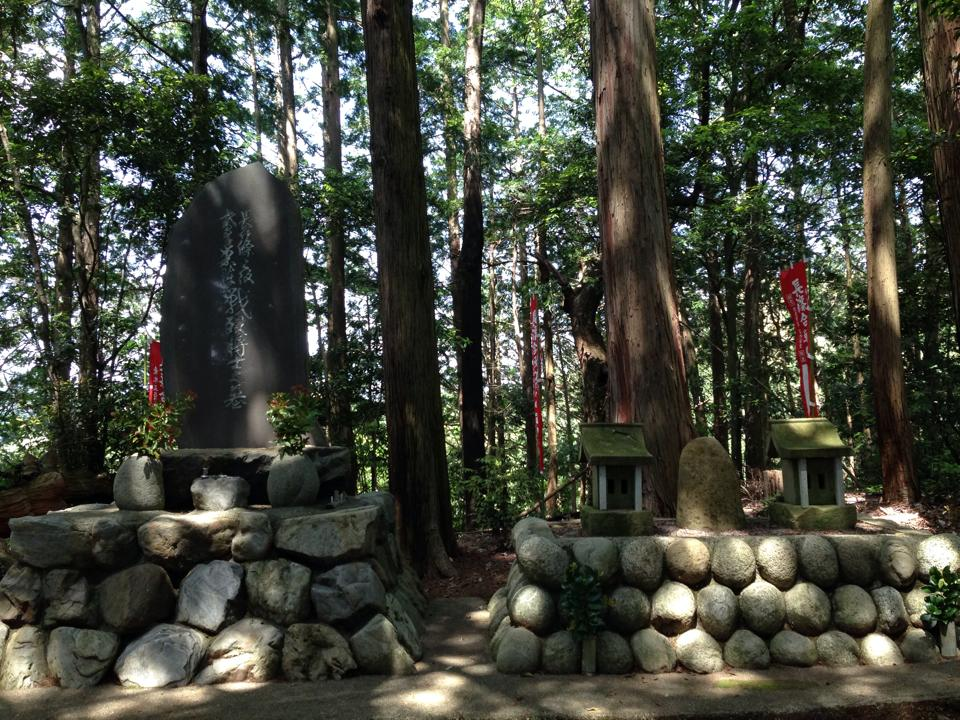
鳶巢山砦遺址的戰歿将士之墓

### 鳶巢山砦攻防戰
5月20日，织田信长召来酒井忠次，在德川家康的军势中挑出擅弓、火枪者，以酒井忠次为大将，集结约二千人，再加之持有五百挺火枪的信长自己的马廻众，配上金森长近、佐藤六左卫门秀方、青山新七之子、贺藤市左卫门等人为检使，总计四千人马，于五月二十日戌时越过乘本川，在南边的深山中迂回接近长篠城附近的鸢巣山。 
鳶巢山包圍著長篠城，有數個作監視用途的砦，包括中山砦、久間山砦、姥ヶ懐砦及君臥床砦，并且还存放了武田军的粮草。如果突襲成功的話可以確保長篠城的安全。除此之外，武田勝賴的退路也會被截斷，退無可退的情況下武田軍會往設樂原方向前進，試圖衝破織田信長的陣勢。
在鳶巢山攻防戰中，武田軍的主將包括三枝守友、河窪信實、五味負成、和田業繁、名和宗安、飯尾助友等都戰死。當戰敗軍隊與本隊合流準備渡過豐川退隊時，受到酒井忠次部隊的猛烈突襲，長篠城西岸的有海村的高坂昌澄也被討取。酒井忠次展開部隊，但松平伊忠因過於深入對方的陣地，被小山田昌成反擊而戰死。
据《信长公记》记载，织田信长看到武田军与织德联军相距仅二十町后，欲将敌军悉数讨伐，又打算尽可能减少联军的伤亡，于是命令酒井忠次及金森长进等人率领奇袭队攻打鸢巢山。
但德川系史料则声称，這個戰略是5月20日晚出戰前在聯軍會議中由酒井忠次提出，但被織田信長駁回，在會議結束後織田信長偷偷召回酒井命他出兵，這是因為織田信長慎防會議上有敵軍間諜。

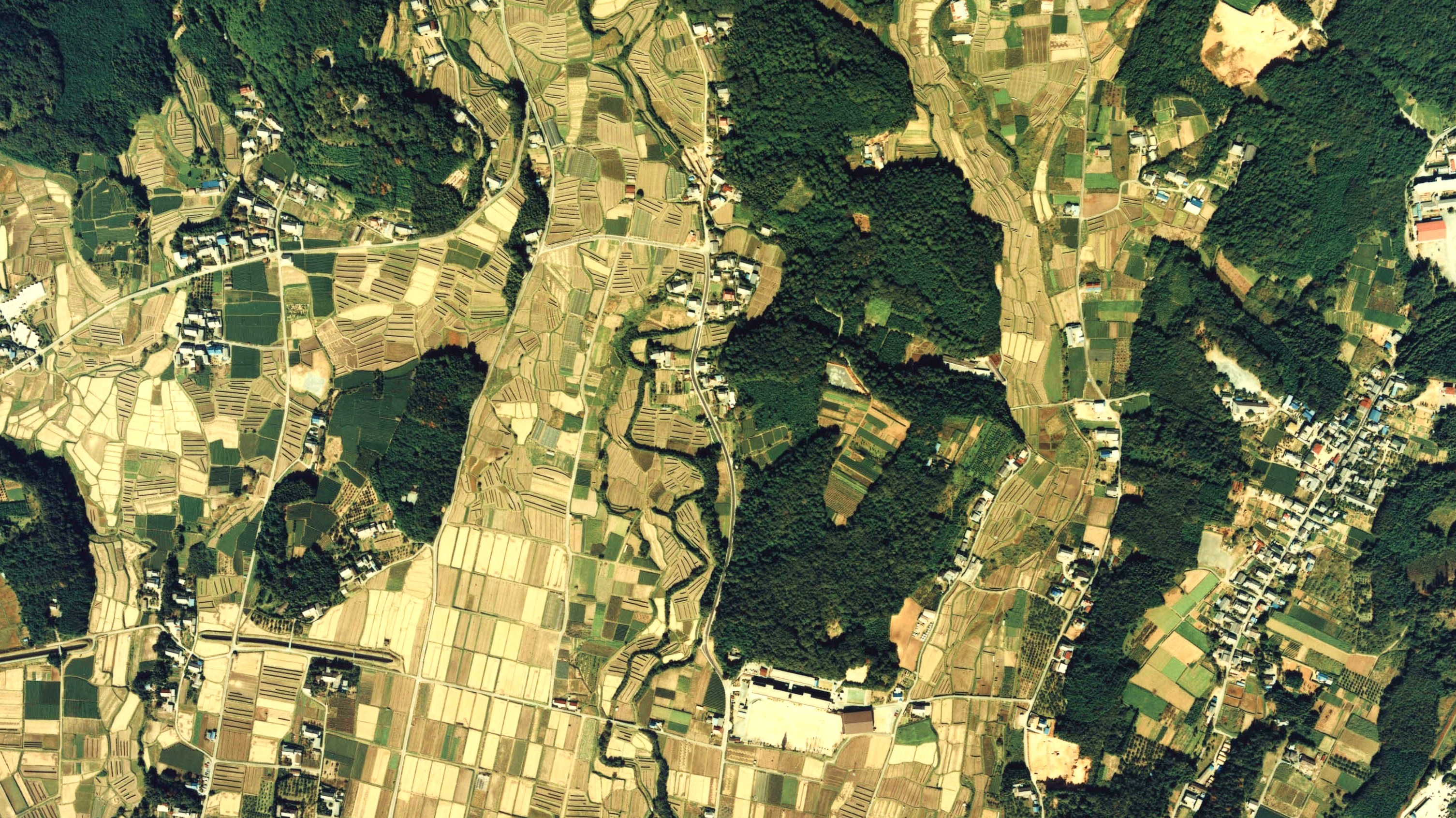
設楽原的衛星圖像（1983年）

### 設樂原決戰
5月21日早，鳶巢山攻防戰截斷了武田軍的退路，被逼與聯軍交戰，此時織田·德川聯軍兵力為26,000人（原为30,000人，后派出奇袭队4000人袭击鸢巢山），武田軍為15,000人（一说，12,000人）。
根据《信长公记》记载，织田信长在德川家康架阵的一座叫高松山的小山上观察敌军动向，严令诸军在下令后才可行动，并额外调拨了一千挺火枪（一说，三千挺火枪），令佐佐成政、前田利家、野野村三十郎正成、福富平左卫门秀胜、塙直政五人为奉行，将一千挺火枪交给五位奉行布置。又让步卒去武田军前挑衅，信长自己则观测着战情。武田军后路被截断，又面对织德联军挑衅，于是出兵应战。
据《信长公记》记载，交战过程极为简单，武田军第一队由山县昌景带领，武田军击起出击的太鼓而来，但在织德联军火枪的攻击下撤退。第二队由武田信廉代为大将，织德联军派出步卒吸引住他们，一旦武田军退去就再次挑衅，引诱武田军至阵前时，织田信长下令射击，过半武田军倒在织德联军的火枪之下，武田军立时撤兵。第三队是西上野的小幡一党，全军着赤色武者打扮，接替前两队攻来。关东武士向来是马上老手，小幡一党也选取马上突击之策，在出击太鼓的击打声中突进而来。织德联军早已备好火枪手，在楯下藏身待机，待射击之令一下，小幡一党也折损过半，几近无人而撤退。第四队是武田信丰一党，全军着黑色武者打扮攻来。就像之前一样，武田军虽接替而来，织德联军却不出兵迎战，只以火枪攻击，步卒见机出动，挑衅引诱武田军攻击，削弱武田军兵力，令武田军撤退。第五队是马场信春伴着出击太鼓带兵攻来，织德联军则早已做好准备，像之前一样用火枪发起攻击，令武田军撤退。 马场信春队退去后，织德联军发起追击。
此战中，武田军方面，马场信春在被讨伐前的活跃无人能及。除此以外，武田军主力武士及杂兵约一万人被织德联军讨伐。或是逃入山中饿死者，或是从桥上落水溺死者，不计其数。武田胜赖秘藏的马也被丢置于此，织田信长得知此马是适于骑乘的骏马后，将其养在了自己的马厩中。 

织德联军讨伐的首级中能认出名姓者有山县昌景、西上野的小幡信贞、横田备中守纲松、川窪备后守诠秋、真田源太左卫门信纲、土屋宗藏昌次、甘利藤藏吉利、名和无理介重行、仁科、高坂又八郎、兴津、冈边、竹云、惠光寺、根津甚平是广、土屋备前守直规、和气善兵卫、马场信春。 

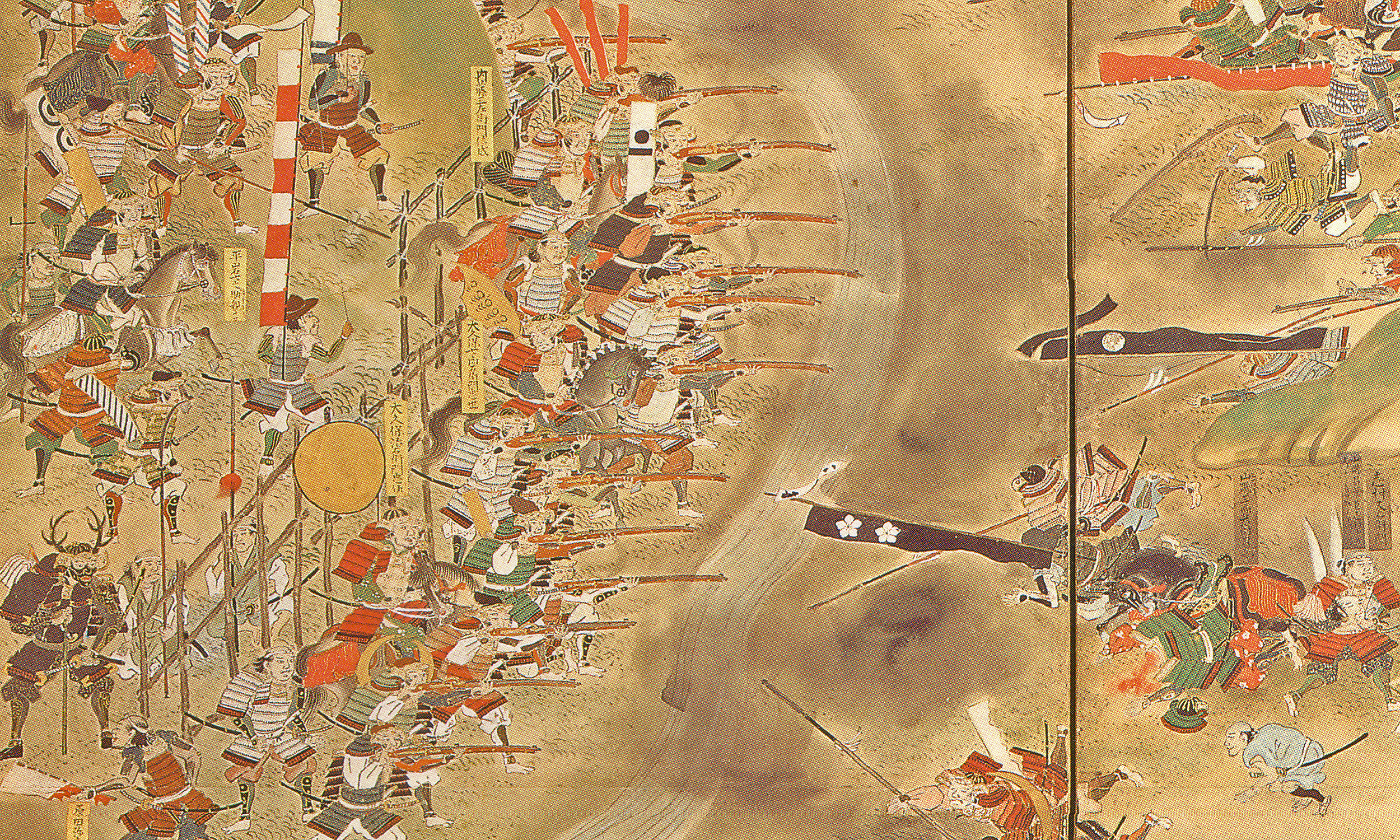
《長篠合戰圖屏風》的一部分現藏於徳川美術館

勝賴在離開戰場時身邊僅剩初鹿野昌次與土屋昌恒等十餘騎。為了逃避德川軍的追擊，拋棄了軍旗、金印等貴重物品，都被本多忠勝隊給擄獲。勝賴經過小松之瀨回到甲斐時身邊，只剩初鹿野昌次、土屋昌恒、小山田兄弟等六騎。扣除傷亡、失蹤、逃亡，平安回到甲斐的武田軍僅有三千人。
據《信長公記》記載：合戰當日晚上信長泊宿於長篠城內，與家康召見為立功的眾將論功行賞。賜薙刀給酒井忠次，信長賜奧平貞昌其“信”字改名信昌，受賞杯。家康賜與名刀大般若長光，奧平一族也得到賞賜。次日之後，信長班師回歸岐阜城。
長篠合戰後，家康完全掌握三河，並開始對武田家展開一連串的反攻。6月2日，開始奪回遠江諏訪原城及二俁城。之後家康並親率本多忠勝、榊原康政等向武田家的光明城發動對武田大攻勢的序幕。
武田勝賴帶著剩餘部隊約數百人後退至高遠城，著手改善與上杉謙信之關係，並與關東諸將包括佐竹氏、里見氏展開外交同盟。原本在海津城防備上杉，武田四天王最後一位的高坂昌信，帶10,000人的部隊去隆重迎接主公武田勝賴，高坂昌信與武田勝賴合流後便護送他退回甲斐。
争议
武田系史料宣称，武田军攻破织德联军数道防马栅，与织德联军进入白刃战，并一度攻至织田信长本阵附近，最终因人数差距过大及亲族背叛，武田军才以惜败收场。可谓极度渲染武田军之勇猛，织德联军之狼狈，叙述细致，戏剧性强，往往不被采信。学界主流大多亦采信《信长公记》之说法。
有說聯軍在此战中，曾以3000火绳枪部隊用三段射擊戰法击败堪稱最強的武田騎馬隊，但火枪数量存在争议，且三段射擊戰法出自后人对甫庵信长记的误读。
信长公记町田本为1000挺火枪，古写本为3000挺火枪，但古写本有后人加笔嫌疑。且无论是1000挺还是3000挺，都只是织田信长临时调拨给五位奉行的火枪数量，不能等同于织田军全军的火枪数量。此外，德川军亦有一定数量的火枪。但无论如何，织德联军在此战中使用了数量极多的火枪应为事实。

## 爭議與討論

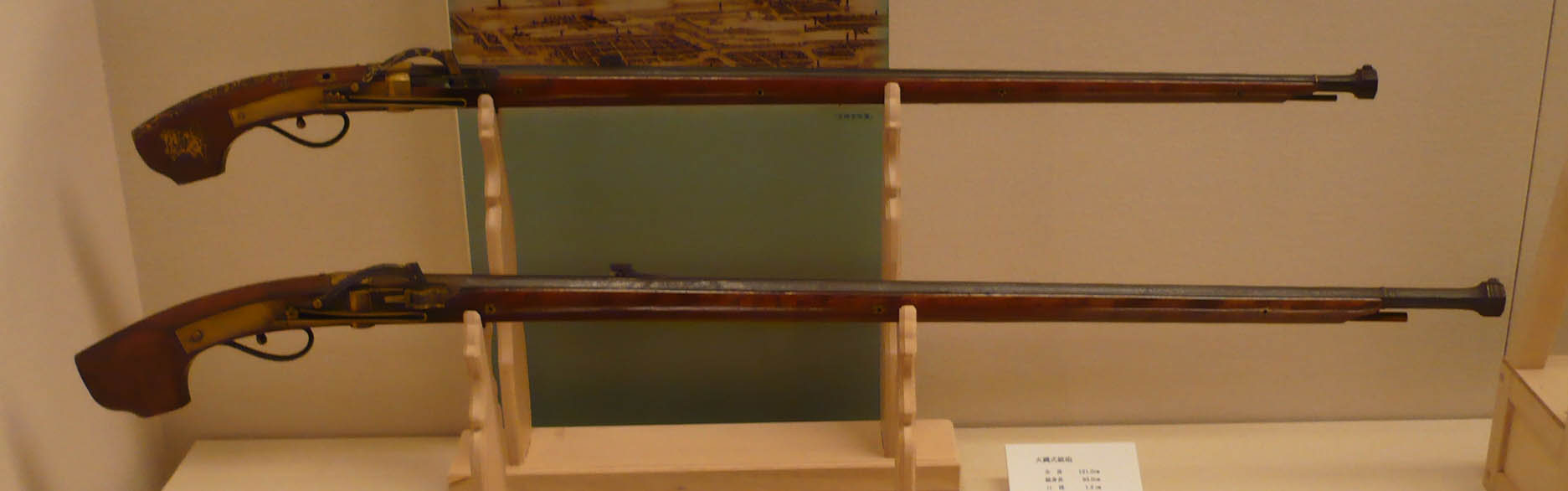
火縄銃

### 兩軍人數與傷亡數量
按照《信長公記》的說法，是織田德川聯軍共三萬人，武田軍包含甲信之兵及西上野小幡黨、駿河眾、遠江眾、三河作手眾、田峯眾、武節眾在设乐原战场達一萬五千人，鸢巢山驻守人数不明。傷亡方面未提織田德川軍的傷亡數量，武田軍正面战场阵亡约一万人，落水、逃入山中饿死者不计其数。
《當代記》中並無記載兩軍人數，僅寫武田軍被追擊損失數千。
《織田軍記》則寫說織田德川軍數萬，武田軍一萬餘，武田軍陣亡一萬三千人。
《甲陽軍鑑·品五十二》，則說織田德川軍達十萬，武田軍一萬五千，未提及兩軍死傷人數。
《武田三代記》則說織田德川軍達十三萬，武田軍一萬兩千，武田軍陣亡一萬。
《長篠軍記》中，織田德川軍達五萬八千，武田軍兩萬，織田德川軍陣亡數在六千以下，武田軍陣亡一萬多
《德川實記》則寫說織田德川聯軍達七萬二千人，武田軍兩萬人，武田軍陣亡一萬三千人，其中七千人為德川軍所殺，織田德川軍陣亡六千人。
《三河物語》也說織田德川軍達十萬，武田軍兩萬人，未寫死傷人數。
《續日本史》稱織田德川軍達五萬，武田軍一萬五千，武田軍陣亡一萬三千。
《皇朝編年史》裡面，織田德川軍五萬人，武田軍一萬五千，武田軍陣亡一萬多。
《續本朝通鑑》也是記錄織田德川軍五萬人，武田軍一萬五千。
《四戰記聞》裡，武田軍是兩萬七千人，織田德川軍五萬人，武田軍陣亡一萬三千，其中七千人為德川軍所殺，織田德川軍陣亡六千人。
此外，《兼見卿記》則記載武田軍數千騎陣亡、《多聞院日記》則記載甲斐國眾千餘戰死。

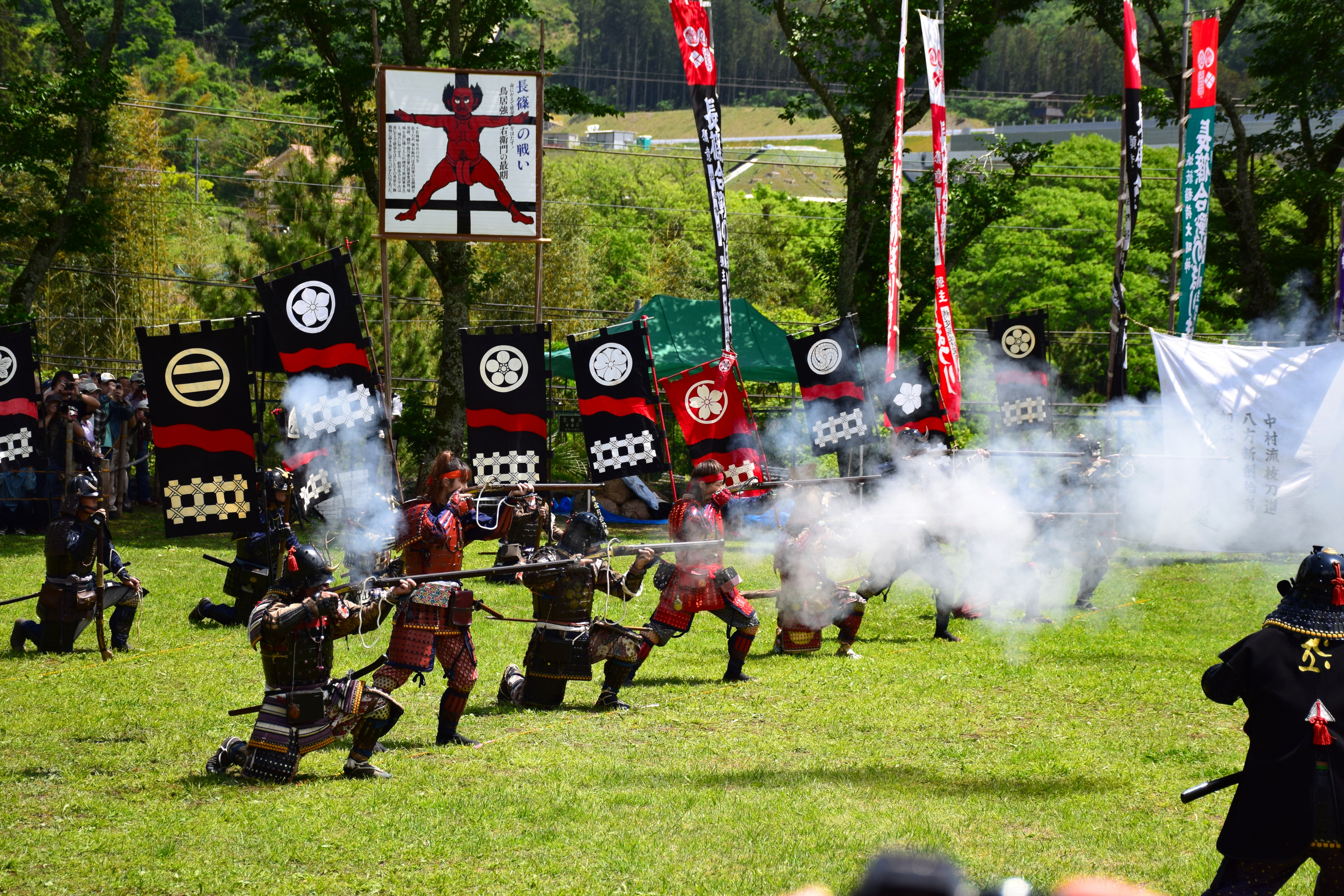
長篠之戰的再現

### 三段射擊說
長篠之戰中，可信度偏低的甫庵信長記聲稱織田軍的三千人鐵炮隊(稍具可信度之太田牛一的『信長公記』寫決戰時1000挺，其中大名細川藤孝出100挺、大名筒井順慶出50挺)運用名為三段擊的戰術，將三千人分為三組，每組一千人，戰役開始時先用第一隊射擊，入替子彈時則回到後方，輪到第二組攻擊。
三段射擊說是江戶時代的學者所提出. 但此乃对甫庵信长记的误读。甫庵信长记原意为织德联军在三个不同射击位置用千挺铁炮进行射击，而非一个地点三列铁炮轮番射击了。
武田軍明知前面是聯軍佈下的槍林彈雨陣卻仍衝上前去送死的真實性常遭人質疑，但据《信长公记》记载，第一，织田信长将联军布置在武田军看不见的山间，这一个举动让武田军无法判断织田的兵力，从而误估攻击织德联军的胜算。第二，织德联军与武田军布阵位置相距仅有二十町，织德联军追击起来非常容易，故不利于武田军撤退。第三，织田信长派出奇袭队，奇袭了武田军后方的鸢巢山，击败驻守的武田军，成功解救长篠城，令武田军腹背受敌，不利于武田军撤退。
有说武田军全军为骑兵，但据『甲陽軍鑑』載河窪信實的軍役定書，騎馬3、鉄砲5、持鑓5、長刀5、長柄10、弓2、旗3，可以證明武田軍其實也是有使用火绳枪而比例還不低。
此外武田軍甚早知曉火绳枪的威力，武田信玄时期便已使用火绳枪作战。武田軍將領甘利信康就是負責率領鐵炮隊的主將，只是武田軍中鐵炮隊所配屬的火绳枪數量在當時並不算多；甘利信康所部麾下的米倉重繼便設計製造用於防護火绳枪的槍彈與弓矢射擊的竹束盾(以多個竹管編繫成厚實的盾型護具)，竹束盾雖然對火绳枪有一定防護效果，但通常配置於步行士兵攜帶使用，設計上不適於以騎馬武士為主力的騎兵隊衝鋒突擊作戰用，且面臨被包夾圍攻等危急情況時防護效果有限或者妨礙迅速機動性地撤退或轉進。
至于三段射击说，前文已有提及，此乃对甫庵信长记的误读。
依照《信長公記》與《長篠日記》、《甲陽軍鑑》、《大日本戰史》中火绳枪運用的情形，聯軍更有可能集中火绳枪火力射殺武田軍部隊將領。

### 武田騎兵隊真相
武田騎兵隊的人數及規模　　
受到許多電影或是日本漫畫的影響，許多人一定都對武田軍的編制有很多先入為主的刻版印象，比如說「清一色以騎乘武士為首的作戰主力」、「兵精馬壯的龐大騎兵軍團」、「戰無不勝的甲斐勁旅」。
事實上以上的資訊多是經過後人包裝與美化的結果，根據許多的實體平面或是網路資料（如：甲陽軍鑑、源平戰記、鎌倉戰神、武田戰史……等等）記載，元龜三年（1571年）底信玄起兵西上時，有「三千餘騎」的說法，而據當時西侵武田軍的總數二萬七千人（一說是三萬人）來估計，武田家步兵和騎兵的比例大約在10：1左右，遠低於當時的北條家，因此「武田騎兵多，北條步兵多」的概念是完全錯誤的，事實上，北條騎兵比重還高於武田騎兵。
基本上，經過多方的查證（甲陽軍鑑）甲斐或是信濃都其主要產馬品種為木曾馬，木曾馬體型與高度屬於中小型馬的本土馬種，原產的日本馬有8種：托加拉馬、御崎馬、木曾馬、野間馬、北海道和種馬、對州馬、與那國馬、宮古馬。木曾馬祖源來自蒙古馬的遠親，也是武田家主要騎兵隊的馬種，該馬種體型大小跟西方歐美主流的大型馬匹相較偏矮小，但適合在日本多山地或丘陵地形奔走，耐力不俗。
倘若要符合騎馬衝鋒作戰或者其他需求的馬種，勢必需要藉由日本海商從國外進口，而從地理推測可能合適進口供應的馬匹來源國家是當時中國明朝的亞洲大陸地區，但是要掌握穩定供應需求必須擁有臨海商港的城鎮領地，這或許是武田信玄要破棄與今川家政略婚姻盟約奪取其擁有駿河國商港的今川領國遠因之一，但是仍然不及爾後擁有能夠進行明朝、琉球、南蠻等國際商貿交流的重要商港-堺港的織田家，且許多戰國大名都有發展商港貿易，要從國外引進優質的馬匹的供應數量相當有限。
武田赤備騎兵團真正的作戰方式
許多研究《武田戰史》、《甲陽軍鑑》的學者曾經指出，武田信玄好讀《孫子兵法》，並依據兵學中的風、林、火、山四字訣為核心，訓練出行軍疾如風、陣齊徐如林、進攻猛烈如火、防守如山堅固不動軍事作戰方針。
甲州騎馬隊可能不是以密集隊形的陣式直接殺入敵陣中用長槍刺殺敵方步兵。而據史料記載和一些史家的猜測，1571年11月三方原合戰時，山縣昌景率領的赤備騎馬隊與德川軍交戰時，是騎馬快速地馳至敵陣側面，馬上武士紛紛下馬，再列陣以步戰方式攻擊德川軍側翼，又或者抵擋另一隊卻從側攻擊友軍的敵方支隊。
除此之外，以一個戰史為例，鎌倉幕府的無敵戰神，源義經曾經在一之谷充分發揮了日本馬小巧及騎兵輕裝的特性，利用超乎想像的「策馬落崖」戰術，獲得了史無前例的大勝。

### 陣城說
土木工程及溼地是此場戰爭的勝利關鍵，特別是防馬欄的建構及挖壕溝堆土牆的土木工程阻礙了武田軍的大攻勢，『甲陽軍鑑』記錄此戰就好像攻城般的困難，由遺跡不難得知。事实上，日本一些山城本来就是用木栅栏当做部分区域的围墙，由此不难理解日本学界将织田信长的做法称为阵城工事。
武田军如果向西发起进攻，首先要冲下自己的小山坡，渡过连吾川，然后爬上织德联军的小山坡，爬到一半时，又会被马防栅挡住，当武田军想破坏马防栅的时候，织德联军的火枪队早已做好准备，射击武田军。
阵城工事固然在长篠之战中发挥了重要的作用，但长篠之战中的地形，河流，奇袭队袭击武田军后方，藏匿军队示弱诱敌，火枪集中应用等因素同样发挥了重要作用。                                        

## 大眾文化

### 小說
- 伊東潤　《天地雷動》（2014年）
- 鈴木輝一郎　《長篠の四人　信長の難題》（2015年）

### 電影
- 黒澤明《影武者》（1980年）[注釈 1]